# Wyłącznik różnicowoprądowy

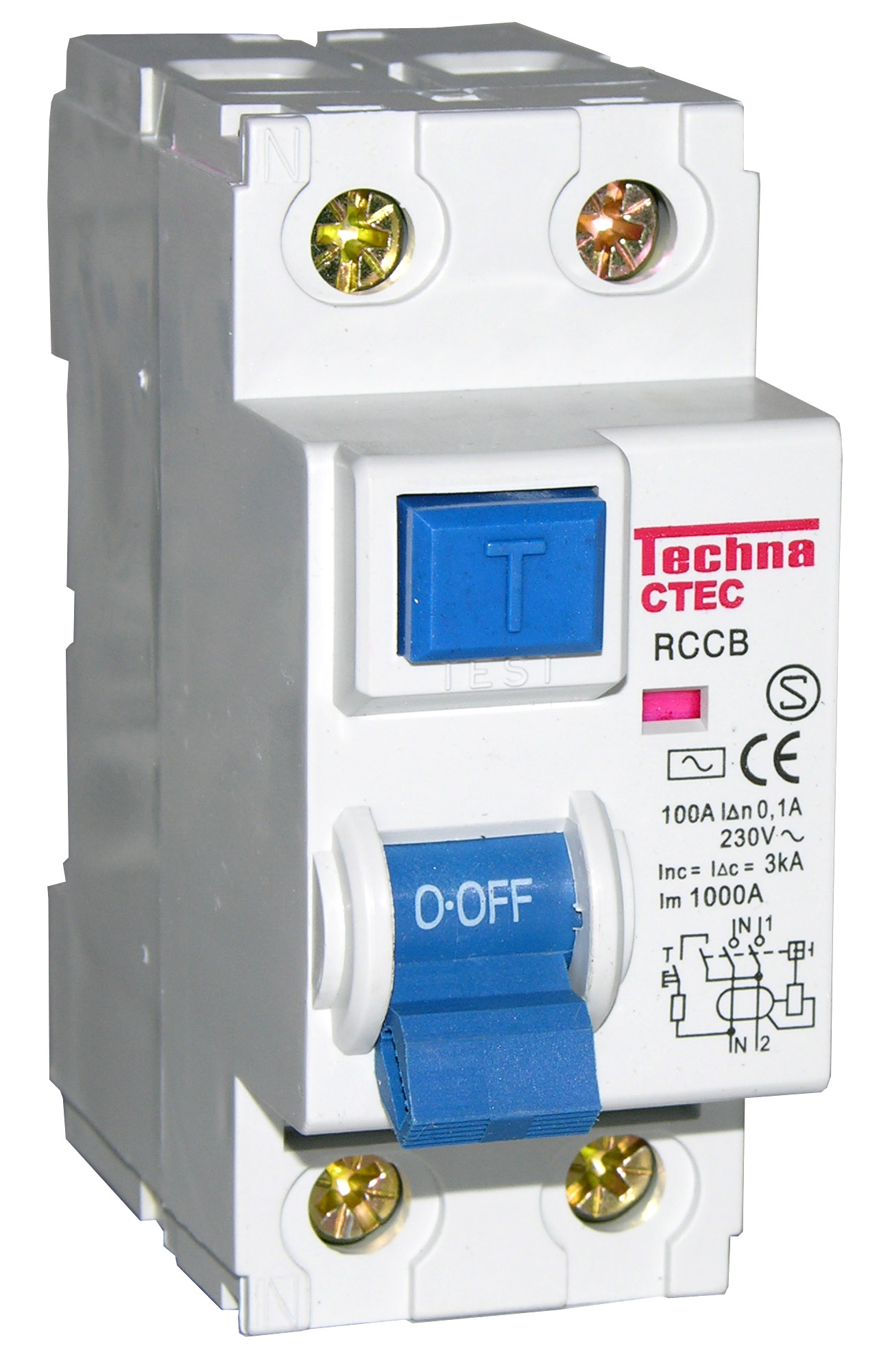
Wyłącznik różnicowoprądowy dwubiegunowy (literą T oznaczono przycisk do testowania)

Wyłącznik różnicowoprądowy, wyłącznik przeciwporażeniowy, bezpiecznik różnicowoprądowy, potocznie różnicówka (często używane są angielskie skrótowce: RCD od residual current device, RCCB od residual current circuit breaker) – elektryczne urządzenie zabezpieczające, które rozłącza obwód po wykryciu, że prąd elektryczny, który z niego wypływa nie jest równy prądowi wpływającemu. Służy do ochrony bezpośredniej urządzeń i ogranicza skutki uszkodzenia urządzeń, w tym możliwość powstania pożaru. Przy dotyku pośrednim częściowo "chroni" ludzi przed porażeniem prądem elektrycznym. Do ochrony przy dotyku bezpośrednim służy izolacja.

## Budowa

Schemat wyłącznika różnicowoprądowego

Wyłącznik można podzielić na 4 zasadnicze elementy:
1. zestyki torów prądowych, wraz z zamkiem i dźwignią załączającą
2. wyzwalacz różnicowoprądowy – najczęściej przekaźnik spolaryzowany
3. przekładnik Ferrantiego – pierścień ferromagnetyczny, przez który przechodzą przewody fazowe i przewód neutralny
4. obwód testowania wyłącznika – umożliwia jego sprawdzenie w trakcie eksploatacji.

## Zasada działania
- Podczas normalnej pracy, wektorowa suma prądów płynących przez przekładnik jest równa zero (zgodnie z I prawem Kirchhoffa). Stąd w uzwojeniu wtórnym przekładnika Ferrantiego (nawiniętym na rdzeniu) nie indukuje się siła elektromotoryczna (SEM), przekaźnik spolaryzowany jest zamknięty (zwora przyciągana przez magnes trwały) i, tym samym, styki główne są zamknięte.
- Jeżeli w chronionym obwodzie pojawi się prąd upływowy (np. przez uszkodzone urządzenie do ziemi lub przez przewód PE), to wtedy suma prądów w oknie przekładnika będzie różna od zera. W uzwojeniu wtórnym indukuje się SEM, który powoduje przepływ prądu przez cewkę przekaźnika spolaryzowanego. Pole magnetyczne wytworzone przez cewkę kompensuje pole magnetyczne magnesu trwałego przekaźnika. Jeśli prąd upływu przekroczy próg zadziałania wyłącznika (w praktyce już od połowy IΔn), przekaźnik spolaryzowany zostanie otwarty, zwalniając zamek i otwierając styki główne, a przez to odłączając zasilanie obwodu.
- Podczas testowania przycisk testujący zwiera zacisk toru fazowego wyłącznika od strony odbiornika z przewodem neutralnym lub innej fazy w przełącznikach wielofazowych od strony zasilania poprzez wbudowany rezystor (zwykle 10 kΩ). W ten sposób przez wyłącznik płynie tylko prąd w torze fazowym, a suma prądów w oknie przekładnika będzie różna od zera, tak jak w przypadku upływu. Wyłącznik powinien wtedy zadziałać.

## Podział i oznaczenia

Zasada działania wyłącznika różnicowoprądowego

- Ze względu na czułość (prąd zadziałania IΔn):
  - wysokoczułe – IΔn nie większy od 30 mA
  - średnioczułe – IΔn pomiędzy 30 a 500 mA
  - niskoczułe – IΔn powyżej 500 mA
- Ze względu na wykrywane rodzaje prądów upływu:
  - AC – prąd przemienny sinusoidalny (wyłącznik reaguje tylko na prądy różnicowe przemienne sinusoidalnie);
  - A – prąd przemienny sinusoidalny, prąd sinusoidalny wyprostowany jednopołówkowo i impulsowy (wyłącznik reaguje na prądy różnicowe przemienne sinusoidalnie, na prądy pulsujące jednopołówkowe ze składową stałą, do 6 mA);
  - B – prąd przemienny sinusoidalny, prąd sinusoidalny wyprostowany jednopołówkowo i impulsowy, prąd stały (wyłącznik reaguje na prądy jak wyżej, i na prądy wyprostowane (uniwersalny);
  - F – prąd przemienny sinusoidalny o zmiennej charakterystyce częstotliwościowej (do stosowania z przemiennikami częstotliwości)[1].
- Ze względu na wbudowane zabezpieczenie nadprądowe:
  - RCCB – wyłącznik różnicowoprądowy bez wbudowanego zabezpieczenia nadmiarowoprądowego
  - RCBO – wyłącznik różnicowoprądowy z wbudowanym zabezpieczeniem nadmiarowoprądowym

## Zastosowanie
Wyłącznik różnicowoprądowy jest stosowany jako ochrona przeciwporażeniowa uzupełniająca.
Wykrywa on znacznie mniejsze prądy upływu, które mogłyby nie spowodować zadziałania zabezpieczeń nadprądowych ze względu na dużą rezystancję (na przykład ciała ludzkiego).
Wyłączniki różnicowoprądowe stosuje się w układach sieci TN-S, TN-C-S (na odcinku z rozdzielonymi przewodami ochronnym PE i neutralnym N), TT, oraz (rzadko) IT.

### Nieporozumienia związane z wyłącznikiem różnicowoprądowym
Wyłącznik różnicowoprądowy nie zabezpiecza przed  porażeniem we wszystkich sytuacjach. Przy kontakcie człowieka z przewodem fazowym i przepływie prądu do uziemienia, człowiek będzie narażony na porażenie prądem, jednak prawdopodobnie mniejszym niż w przypadku przewodu niechronionego i w stopniu niezagrażającym życiu ani zdrowiu. Zgodnie z normami prąd zadziałania różnicówki Ia powinien spełniać warunek 0,5IΔn < Ia < IΔn  Zatem najczęściej używany wyłącznik o znamionowym prądzie różnicowym IΔn = 30 mA może być wyzwalany już przy prądzie różnicowym 15mA (i nie jest to wada różnicówki) natomiast nie może przekroczyć wartości 30mA. Dla poprawy bezpieczeństwa można stosować wyłączniki RCD o prądzie znamionowym 10 mA. Może to jednak wiązać się z problemami eksploatacyjnymi w postaci niepotrzebnych "zadziałań", mających związek z naturalnymi upływnościami w instalacjach elektrycznych i urządzeniach (rezystancja izolacji). 
Wyłącznik różnicowoprądowy nie zapewni ochrony przeciwporażeniowej również w momencie, gdy zostaną dotknięte dwa przewody objęte zabezpieczeniem (przykładowo przewód fazowy i neutralny), a człowiek jest odizolowany od ziemi.
Ta sama wada dotyczy ochrony za pomocą transformatorów separacyjnych (nie ma ochrony, gdy ciało jest odbiornikiem).

### Wyłącznik różnicowoprądowy a rzeczywistość
Obwodów odbiorczych ze wspólnym przewodem ochronnym i neutralnym (spotykane jedynie w starszych instalacjach – obecnie w nowych instalacjach wymagane są osobne przewody ochronne i neutralne w obwodach odbiorczych, niezależnie od układu sieci) nie zabezpiecza się wyłącznikiem różnicowoprądowym, gdyż nie działają one poprawnie z powodu braku przewodu ochronnego (PE) i podłączeniu przewodu neutralnego (N) do obudowy urządzeń, a przez to do ziemi.
Regulacja normą: PN-IEC 60364-5-53:1999 pkt 531.2.1.5): Zastosowanie urządzenia ochronnego różnicowoprądowego włączonego w obwody niemające przewodu ochronnego nie może być uznane za skuteczny środek ochrony przed dotykiem pośrednim, nawet w przypadku gdy znamionowy różnicowy prąd zadziałania nie przekracza 30 mA.